# Hovorestenia thalassina
Hovorestenia thalassina là một loài bọ cánh cứng trong họ Cerambycidae.